# Alexandrowski Sad

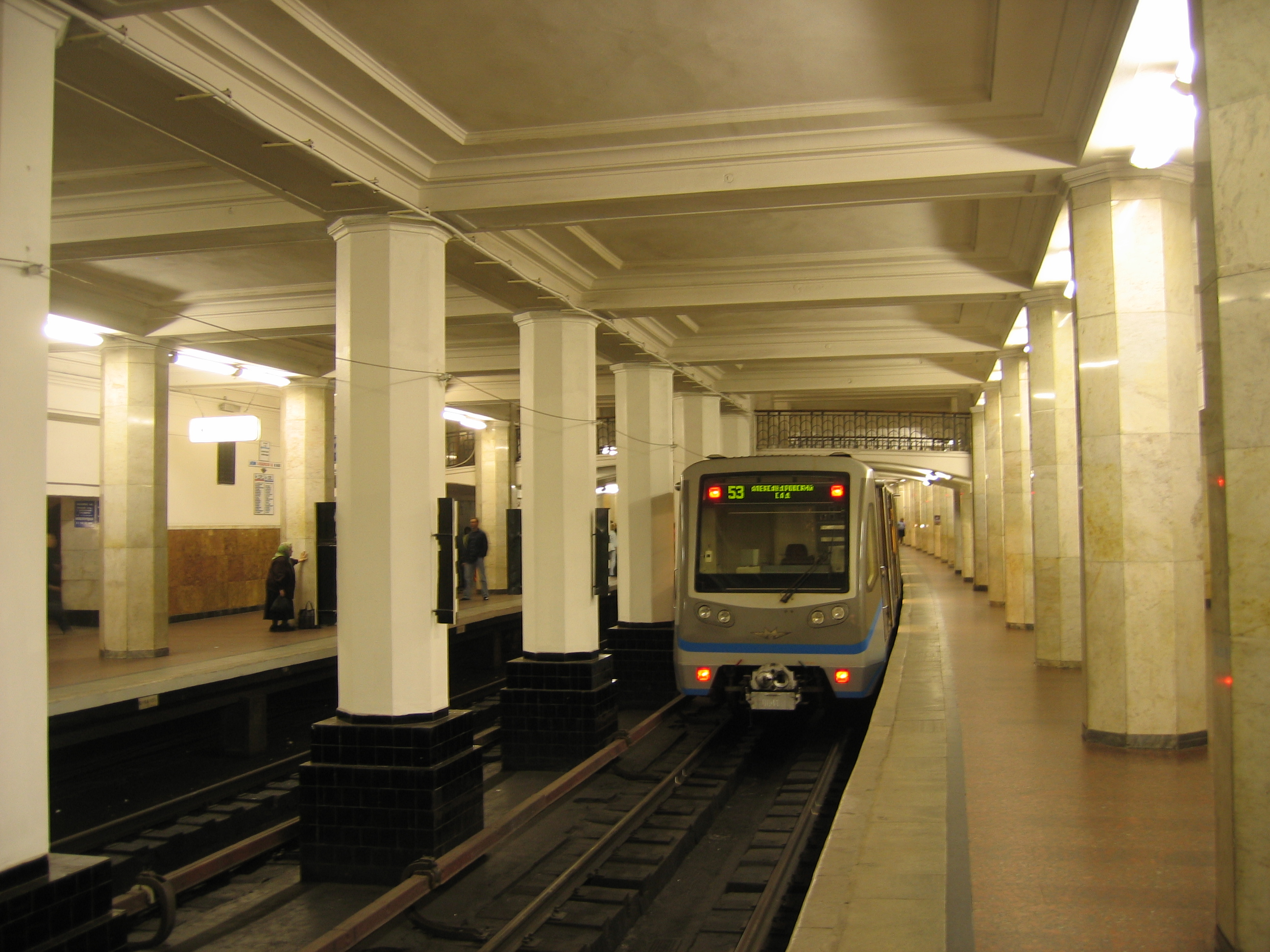
Die Bahnsteige

Alexandrowski Sad (russisch Александровский сад Ausspracheⓘ; wörtlich übersetzt: Alexandergarten) ist ein U-Bahnhof der Metro Moskau. Er wurde am 15. Mai 1935 eröffnet und zählt damit zu den ältesten Stationen des Moskauer Metrosystems. Heute ist er einer der drei Endbahnhöfe der („hellblauen“) Filjowskaja-Linie.

## Lage und Daten
Der U-Bahnhof Alexandrowski Sad ist eine der zentral gelegenen Moskauer Metrostationen: Sein östlicher Eingang befindet sich unmittelbar im Alexandergarten, nach welchem er auch benannt wurde, nur wenige Dutzend Meter von der Mauer des Moskauer Kremls entfernt. Der etwas weiter westlich liegende Haupteingang ist in das Gebäude der Russischen Staatsbibliothek integriert. Aufgrund der Lage der Station direkt im Herzen Moskaus liegt eine Reihe weiterer Sehenswürdigkeiten in fußläufiger Nähe: neben dem Kreml und dem Alexandergarten auch der Rote Platz, das alte Gebäude der Lomonossow-Universität, die Twerskaja-Straße und andere.
Die Station selbst liegt sieben Meter unterhalb der Erdoberfläche und zählt damit zu den am flachsten gelegenen unterirdischen Metrobahnhöfen Moskaus. Sie ist zudem Teil des einzigen aus vier Stationen bestehenden Umsteigeknotens der Moskauer Metro: Von hier bestehen Umstiegsmöglichkeiten zu den Stationen Biblioteka imeni Lenina der Linie 1, Arbatskaja der Linie 3 sowie Borowizkaja der Linie 9. Letztere ist allerdings bislang nicht durch einen direkten Übergang, sondern nur jeweils über die Stationen Arbatskaja oder Biblioteka imeni Lenina erreichbar.
Im Gegensatz zu seiner ursprünglichen Nutzung als Durchgangsbahnhof ist Alexandrowski Sad heute Endstation der Filjowskaja-Linie. Dabei wenden die Züge direkt am Bahnsteig, da die Gleise östlich der Station keine Wendemöglichkeiten bieten.

## Architektur und Besonderheiten

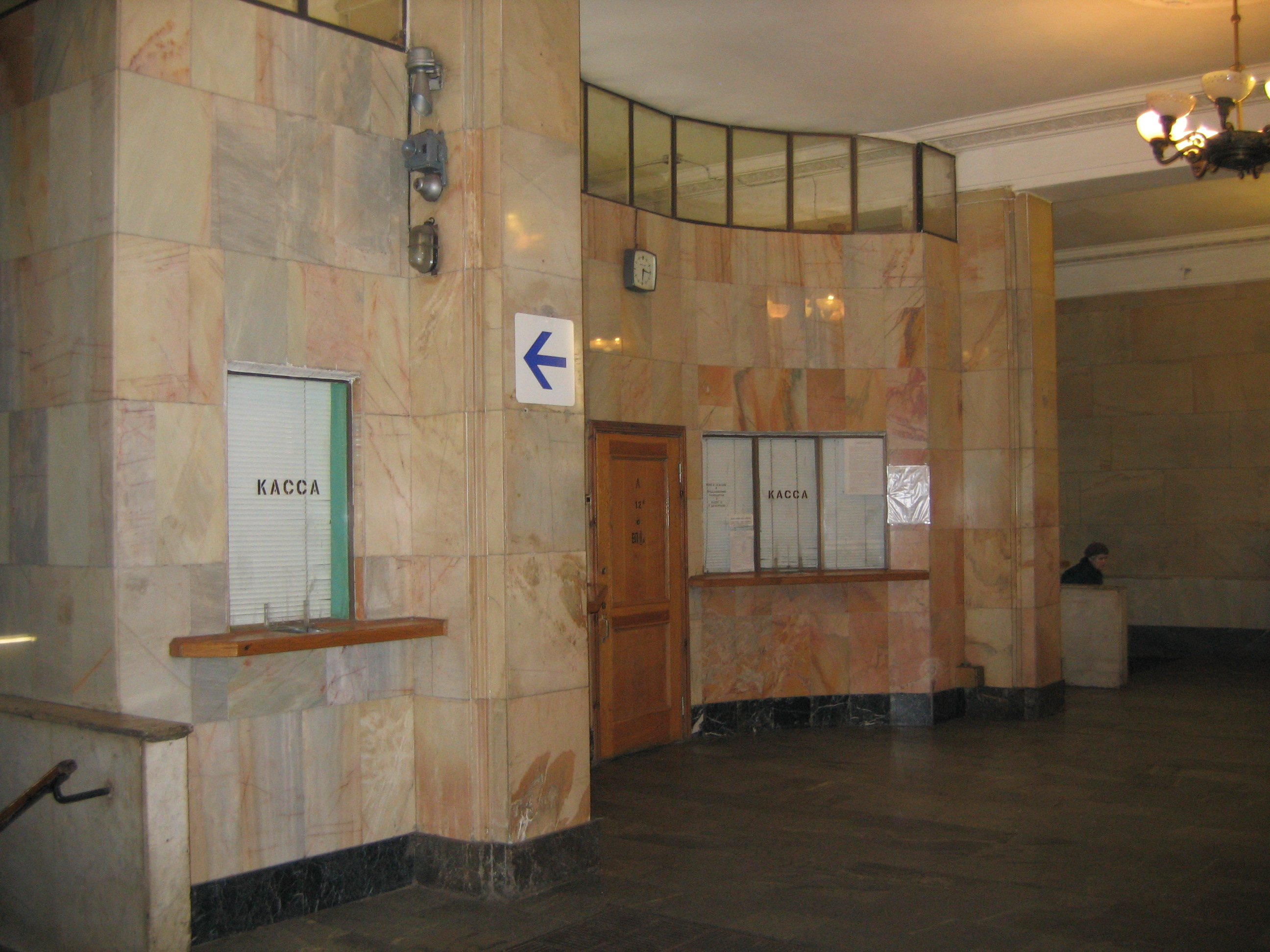
Eine der Schalterhallen

Das auffälligste Alleinstellungsmerkmal von Alexandrowski Sad ist die Tatsache, dass es der einzige unterirdische Moskauer U-Bahnhof mit zwei Seitenbahnsteigen anstatt einem breiten Mittelbahnsteig ist. Diese Besonderheit verdankt Alexandrowski Sad vor allem seiner Lage in unmittelbarer Nähe des Kremls und inmitten einer Vielzahl unterirdischer Leitungen und Gänge, die den Bau eines normalen Mittelbahnsteigs in diesem Bereich nicht zuließen. Dies ist auch Ursache dafür, dass die Station in einer Kurve liegt, was an der leichten Krümmung der beiden Bahnsteige sichtbar ist. Ansonsten ist die Station für Moskauer Verhältnisse relativ schlicht gestaltet; ihr wohl auffälligstes architektonisches Merkmal ist die leicht gebogene Brücke im Mittelbereich, die die beiden Bahnsteige miteinander verbindet. Darüber hinaus gelangt man von einem Bahnsteig zum anderen durch eine Unterführung am östlichen Ende der Bahnsteighalle. Von dort sowie vom Mittelbereich des Bahnhofs aus sind auch die Ausgänge und Übergänge zu anderen Stationen zu erreichen. Die beiden Treppen am westlichen Ende der Bahnsteige waren als Vorleistung für einen eventuellen weiteren Stationsausgang errichtet worden, werden jedoch bislang nicht genutzt.
Während der südliche Bahnsteig, der dem Ausgang und den Übergängen am nächsten liegt, grundsätzlich von Zügen bedient wird, welche die Stammstrecke der Filjowskaja-Linie (also bis Kunzewskaja) befahren, wird der „abgelegenere“ und deshalb weniger genutzte nördliche Bahnsteig primär für Züge verwendet, die den weitaus weniger intensiv in Anspruch genommenen Abzweig von Kiewskaja bis Meschdunarodnaja im 15-Minuten-Takt befahren. Zu verkehrsintensiven Uhrzeiten halten jedoch auch vereinzelt Züge bis Kunzewskaja am nördlichen Bahnsteig, während zu besonders fahrgastarmen Uhrzeiten der nördliche Bahnsteig gänzlich geschlossen wird. Vor 2005, als der Abzweig nach Meschdunarodnaja in Betrieb genommen wurde, wurde der nördliche Bahnsteig von Alexandrowski Sad nur wochentags zu Spitzenzeiten bedient.
Der Tunnelabschnitt östlich von Alexandrowski Sad wird heute nur für Betriebsfahrten außerhalb der Öffnungszeiten der Metro genutzt. Es bestehen dort Gleisanschlüsse zur Sokolnitscheskaja- sowie zur Arbatsko-Pokrowskaja-Linie.

## Geschichte
Die Station wurde am 15. Mai 1935 im Rahmen des ersten Bauabschnitts der Moskauer Metro eröffnet. Ursprünglich hieß die Station Uliza Kominterna (wörtlich „Straße der Komintern“, wie damals der offizielle Name der Wosdwischenka-Straße, unter der die Station liegt, lautete). Bei der Eröffnung des ersten Bauabschnitts befuhren Züge einerseits einen Teil der heutigen Sokolnitscheskaja-Linie von Sokolniki bis Park Kultury, darüber hinaus auch einen Abzweig dieser Linie von Ochotny Rjad bis Smolenskaja (später bis Kiewskaja). Die heutige Station Alexandrowski Sad war die erste nach Ochotny Rjad, die auf dieser Stichstrecke lag.
1938 wurde die Linienführung der Metro im Zentrum Moskaus modifiziert: Mit der Eröffnung des ersten Teilabschnitts der heutigen Arbatsko-Pokrowskaja-Linie fuhren Züge, die aus westlicher Richtung in Alexandrowski Sad ankamen, nicht mehr nach Ochotny Rjad weiter, sondern über das neue Verbindungsgleis (das heute nur noch als Betriebsverbindung zur Arbatsko-Pokrowskaja-Linie besteht) nach Ploschtschad Rewoljuzii und von dort weiter zum Kursker Bahnhof. Im gleichen Jahr wurde von Alexandrowski Sad aus ein direkter Übergang zur Station Biblioteka imeni Lenina eingerichtet, der während des Betriebs der Strecke als Abzweig nicht benötigt wurde.
1946 erhielt Alexandrowski Sad ein neues Eingangsvestibül, das ins Gebäude der Russischen Staatsbibliothek integriert ist und bis heute besteht. Im gleichen Jahr wurde die Station in Kalininskaja zu Ehren des kurz zuvor verstorbenen Staatsmanns Michail Kalinin umbenannt.
Am 5. April 1953, mit der Inbetriebnahme des Teilabschnitts der heutigen Arbatsko-Pokrowskaja-Linie von Ploschtschad Rewoljuzii nach Kiewskaja, der im Wesentlichen den Streckenverlauf von Alexandrowski Sad über Smolenskaja nach Kiewskaja duplizierte, wurde der frühere Linie-1-Abzweig und somit auch die Station Kalininskaja außer Betrieb genommen und im Laufe der nächsten fünf Jahre nur technisch genutzt. Erst am 7. November 1958, als die Strecke reaktiviert und, nunmehr als Filjowskaja-Linie, bis Kutusowskaja verlängert wurde, wurde Kalininskaja wiedereröffnet und ist seitdem die östliche Endstation dieser Linie.
Ihren heutigen Namen besitzt die Station Alexandrowski Sad seit dem 5. November 1990, als eine Vielzahl der Moskauer Metrostationen, die bis dahin ideologisch motivierte Namen trugen, gleichzeitig umbenannt wurden.

## Ausbauplanungen
Langfristig ist die Errichtung eines direkten Übergangs von Alexandrowski Sad nach Borowizkaja vorgesehen. Hierfür könnte der heute ungenutzte Treppenaufgang am westlichen Bahnsteigende verwendet werden.